# Thomas Cup 2004/Qualifikation Amerika
Die amerikanische Qualifikation zum Thomas Cup 2004 fand vom 17. bis zum 21. Februar 2004 auf Barbados statt. Die USA qualifizierten sich als Sieger für die Endrunde des Cups.

## Austragungsort
- Sir Garfield Sobers Gymnasium

## Gruppe A
| Platz | Land                | Punkte | Spiele | Spielpunkte |   |    | Sätze |   |    | Bälle |   |     |
| ----- | ------------------- | ------ | ------ | ----------- | - | -- | ----- | - | -- | ----- | - | --- |
| 1     | Vereinigte Staaten  | 3      | 3      | 15          | – | 0  | 28    | – | 1  | 433   | – | 133 |
| 2     | Brasilien           | 2      | 3      | 8           | – | 7  | 17    | – | 13 | 341   | – | 324 |
| 3     | Mexiko              | 1      | 3      | 6           | – | 9  | 15    | – | 20 | 365   | – | 418 |
| 4     | Trinidad und Tobago | 0      | 3      | 1           | – | 14 | 3     | – | 29 | 206   | – | 470 |

## Gruppe B
| Platz | Land      | Punkte | Spiele | Spielpunkte |   |   | Sätze |   |    | Bälle |   |     |
| ----- | --------- | ------ | ------ | ----------- | - | - | ----- | - | -- | ----- | - | --- |
| 1     | Kanada    | 2      | 2      | 9           | – | 1 | 18    | – | 2  | 274   | – | 103 |
| 2     | Guatemala | 1      | 2      | 6           | – | 4 | 12    | – | 8  | 232   | – | 193 |
| 3     | Barbados  | 0      | 2      | 0           | – | 0 | 0     | – | 20 | 94    | – | 304 |

## K.o.-Runde
|  | Halbfinale | Halbfinale         | Halbfinale |  |  | Finale | Finale             | Finale |
|  |            |                    |            |  |  |        |                    |        |
|  |            |                    |            |  |  |        |                    |        |
|  |            | Vereinigte Staaten | 3          |  |  |        |                    |        |
|  |            | Guatemala          | 1          |  |  |        |                    |        |
|  |            |                    |            |  |  |        | Vereinigte Staaten | 3      |
|  |            |                    |            |  |  |        | Kanada             | 1      |
|  |            | Kanada             | 3          |  |  |        |                    |        |
|  |            | Brasilien          | 0          |  |  |        |                    |        |
|  |            |                    |            |  |  |        |                    |        |